# 수전 울드리지
수전 울드리지(Susan Wooldridge, 1952년 7월 31일 ~ )는 잉글랜드의 배우이다.

## 출연 작품
- 더 레이디 (2011)
- 플러드 (2007)
- 플롯 위드 어 뷰 (2002)
- 스위치 2 (1992)
- 캐티 21살의 비망록 (1991)
- 어둠 속의 유희 (1991)
- 하우 투 겟 어헤드 인 애드버타이징 (1989)
- TV 단테 (1989)
- 희망과 영광 (1987)
- 악마의 저주(영어판) (1986)
- 프랑켄슈타인 (1984)
- 외침 (1978)
- 더 네이키드 시빌 서번트 (1975)
- 아레나(영어판) (1975)

### 텔레비전
- 닥터스 (2009-16)
- 로미오와 줄리엣: 끝나지 않은 이야기 (2017, Still Star-Crossed)